# Zbigniew Wołkowicz
Zbigniew Daniel Wołkowicz (ur. 14 stycznia 1970 w Poddębicach) – polski duchowny rzymskokatolicki, biskup pomocniczy łódzki od 2024.

## Życiorys
Urodził się 14 stycznia 1970 w Poddębicach. W latach 1989–1996 odbył studia w Wyższym Seminarium Duchownym w Łodzi. Święceń prezbiteratu udzielił mu 8 czerwca 1996 w Łodzi arcybiskup łódzki Władysław Ziółek. Inkardynowany został do archidiecezji łódzkiej. W 1996 na Akademii Teologii Katolickiej w Warszawie uzyskał magisterium z teologii. W latach 1998–2002 kontynuował studia w Instytucie Teologii Duchowości na Wydziale Teologicznym Katolickiego Uniwersytetu Lubelskiego, gdzie w 2000 otrzymał licencjat z teologii duchowości. Ponadto we Włoszech ukończył kurs dla wychowawców seminaryjnych w Vallombrosie i kurs doktorancki w Istituto Universitario Sophia w Loppiano.
W latach 1996–1998 pracował jako wikariusz w parafii Podwyższenia Krzyża Świętego w Widawie. Został wykładowcą w Wyższym Seminarium Duchownym w Łodzi, gdzie w latach 2002–2012 pełnił funkcję ojca duchownego, a w 2021 został moderatorem roku propedeutycznego. Ponadto w latach 2019–2021 był ojcem duchownym w Ogólnopolskim Seminarium dla Starszych Kandydatów do Święceń w Łodzi. W latach 2012–2019 pracował w międzynarodowym centrum ruchu Focolari we Włoszech. W 2021 wszedł w skład rady kapłańskiej i kolegium konsultorów archidiecezji łódzkiej.
25 września 2024 papież Franciszek mianował go biskupem pomocniczym archidiecezji łódzkiej ze stolicą tytularną Vassinassa. Święcenia biskupie otrzymał wraz z Piotrem Kleszczem 19 października 2024 w bazylice archikatedralnej św. Stanisława Kostki w Łodzi. Głównym konsekratorem był kardynał Grzegorz Ryś, miejscowy arcybiskup metropolita, a współkonsekratorami Władysław Ziółek, arcybiskup senior archidiecezji łódzkiej, i Wojciech Osial, biskup diecezjalny łowicki. Jako zawołanie biskupie przyjął słowa „Pro amicis suis” (Za przyjaciół swoich), zaczerpnięte z Ewangelii wg św. Jana (J 15,13).